# Prerrogativa Real no Reino Unido da Grã-Bretanha e Irlanda do Norte
A Prerrogativa Real no Reino Unido da Grã-Bretanha e Irlanda do Norte é um comum corpo de autoridade, privilégios, e imunidades, reconhecido no Reino Unido como uma prerrogativa exclusiva do Monarca Soberano. Muitos dos poderes do executivo do governo britânico, investido em um monarca, foram concedidas sob o mandato da Prerrogativa Real.
Os poderes prerrogativos eram anteriormente exercidos pelo monarca agindo sozinho.Desde o século XIX, o conselho do primeiro-ministro ou o gabinete do Reino Unido, que são responsáveis perante o Parlamento, possuem o poder para que a prerrogativa possa ser exercida. O monarca é constitucionalmente competente para exercer a Prerrogativa Real em contrário aos conselhos do primeiro-ministro ou do seu gabinete, mas o fará apenas em emergências ou onde precedente existente não se aplica adequadamente às circunstâncias em questão.
Hoje, a Prerrogativa Real está preocupada com várias áreas críticas para o governo do Reino Unido, incluindo a condução de assuntos externos, defesa e segurança nacional. A monarquia tem uma presença significativa entre essas e outras áreas constitucionais, mas o poder é muito limitado, pois a prerrogativa está hoje em dia nas mãos do primeiro-ministro e outros ministros ou outras autoridades do governo.

## Definição

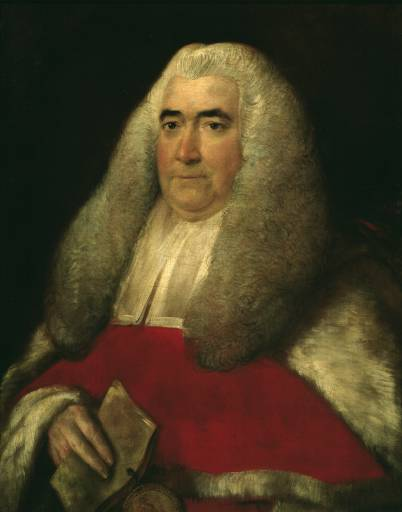
William Blackstone, que sustentou que a Prerrogativa real poderia ser exercida apenas pelo Monarca

A Prerrogativa Real tem sido chamado de "um conceito notoriamente difícil de definir de forma adequada",   mas o proeminente teórico constitucional A. V. Dicey escreveu que:
A visão de Dicey é a mais seguida, mas alguns advogados constitucionais preferem a definição dada por William Blackstone: 
As duas visões são divergentes. A opinião de Dicey é que qualquer ação de governo pelo monarca além das leis está sob a prerrogativa real. Blackstone, no entanto, sustenta que a prerrogativa apenas abrange as ações que nenhuma outra pessoa ou organismo no Reino Unido pode realizar, como a dissolução do Parlamento.

## História

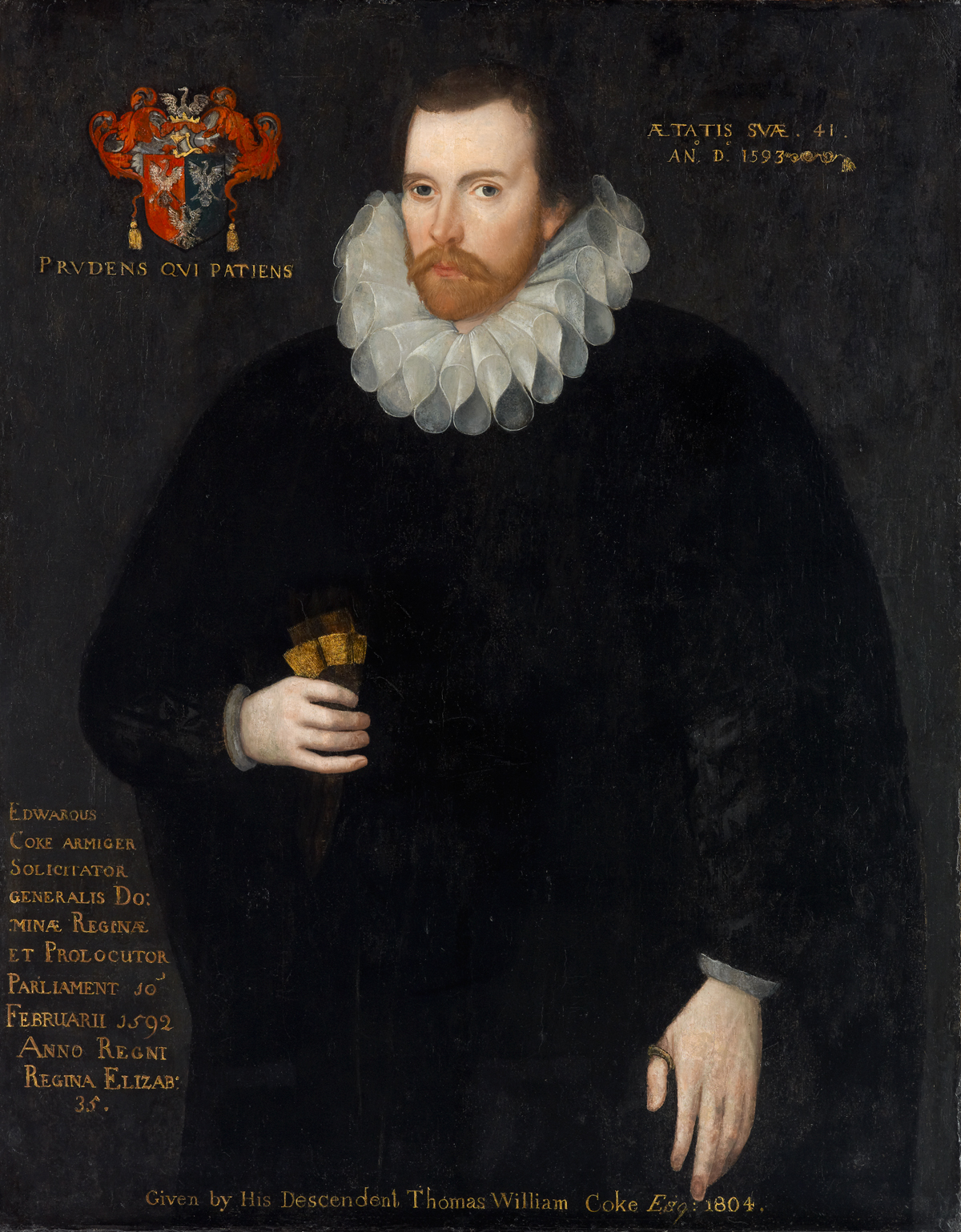
Sir Edward Coke, que afirmou que a prerrogativa real não poderia permitir que o monarca sentasse como um juiz

A Prerrogativa Real originou-se nos poderes pessoais do monarca. A partir do século XIII na Inglaterra, assim como na França; o monarca era todo-poderoso, mas esse poder absoluto foi baseado pelo "o recrudescimento da turbulência feudal na nos séculos XIV e XV”.  A primeira tentativa de definir a Prerrogativa Real foi afirmada pelos juízes de  Ricardo II em 1387. 
Durante o século XVI essa "turbulência" começou a recuar, e o monarca tornou-se verdadeiramente independente. Em Henrique VIII e seus sucessores, o rei era o chefe Inglês da Igreja Anglicana, e portanto, não respondia mais perante o clero. A ascensão do Parlamento nesse período, no entanto, foi problemática. Enquanto o monarca era "parceiro predominante na constituição Inglêss", os tribunais não chegaram a declará-lo todo-poderoso, reconhecendo o papel que o Parlamento exercia.  In Ferrer's Case, Henrique reconheceu isto, observando que ele era muito mais poderoso com o consentimento do Parlamento do que sem ter-lo.
Em nenhum lugar isso é mais aparente do que em matéria de tributação e impostos. Sir Thomas Smith e outros escritores do período apontaram que o monarca não poderia cobrar impostos sem o consentimento do Parlamento. 
Ao mesmo tempo, Henrique e seus descendentes normalmente seguiram a vontade dos tribunais, apesar deles não estarem teoricamente vinculados por juízes. William Holdsworth infere que no pedido regular de conselhos a juristas da coroa e do judiciário a respeito do consentimento legal, Henrique reconheceu a necessidade de um governo estável para seguir a lei. Ele também afirma  a visão de que a lei é supremo sobre todos "foi o ponto de vista de todos os juristas, publicistas e estadistas de renome no período Tudor".  Foi aceito que, enquanto o rei possuía um poder discriminatório ilimitado, ele foi limitado em áreas onde os tribunais impuseram condições à utilização da prerrogativa, ou onde ele própria tinha escolhido para fazê-lo. 
A primeira crise neste estabilidade surgiu em 1607, com o Case of Prohibitions. Jaime VI & I afirmou que como monarca, ele tinha um direito divino a sentar-se como um juiz e interpretar a lei comum como bem entendesse. Liderado por Sir Edward Coke, o Judiciário rejeitou esta ideia, afirmando que, enquanto o monarca não estava sujeito a qualquer pessoa, ele estava sujeito à lei.  Até que  ele tivesse ganhado o conhecimento suficiente da lei, ele não tinha o direito de interpretá-la; Coke apontou que tal conhecimento "exige o domínio de uma razão artificial ... que requer muito estudo e experiência, antes que um homem possa alcançar o conhecimento de si mesmo ". Da mesma forma, no Case of Proclamations em 1611, Coke afirmou que o monarca só poderia exercer as prerrogativas que ele já tinha, e não poderia criar novas. 
Com a Revolução Gloriosa, a monarquia da Casa de Stuart caiu, e Guilherme III tornou-se rei de Inglaterra. Ao mesmo tempo, a Declaração de Direitos de 1689 foi elaborada, o que cimentou a subserviência do monarca ao Parlamento.  É especificamente limitadora da Prerrogativa Real, com a detenção de um artigo que afirma que o  "poder de suspender as leis ou a execução das leis pela autoridade real sem o consentimento do Parlamento é ilegal", e artigo 4 confirma que a cobrança de  dinheiro "para ou para o uso do Coroa sob pretexto de prerrogativa, sem a concessão de Parlamento é ilegal ". A declaração também confirmou que o Parlamento tinha o direito de limitar o uso de prerrogativas restantes, como evidenciado pela lei Triennial Act 1694, o que exigiu do monarca demitir ou chamar Parlamento em determinados momentos. 

## Poderes Prerrogativos

### Legislatura

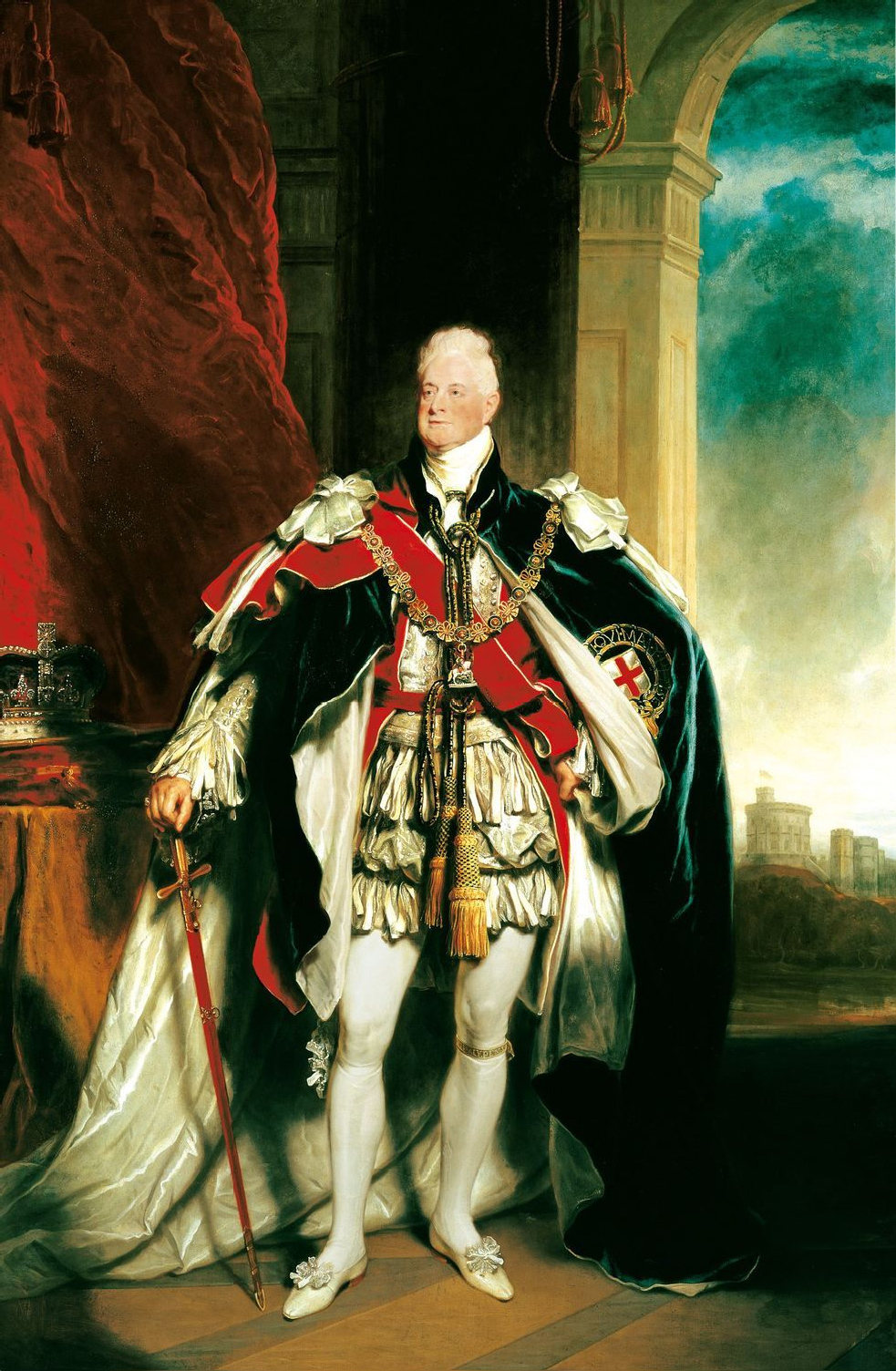
Guilherme IV, o último monarca a dissolver o parlamento

Uma das prerrogativas do monarca é a dissolução do Parlamento, que é "talvez a mais importante prerrogativa residual exercida pessoalmente pelo soberano, e representa o maior potencial para controvérsia".  Esta prerrogativa é normalmente exercida a pedido do Parlamento e do primeiro-ministro, ou a critério dele ou dela ou na sequência de uma moção real de não-confiança.
A última vez que um monarca unilateralmente dissolveu o Parlamento foi em 1835, quando o Conde de Grey renunciou ao cargo de primeiro-ministro, embora tivesse um gabinete em pleno funcionamento capaz de trabalhar sem ele, mas Guilherme IV escolheu por demiti-lo. Teóricos constitucionais têm opiniões divergentes se isso seria possível hoje; Sir Ivor Jennings escreveu que uma dissolução envolve "a aquiescência dos ministros", e, como tal, o monarca não poderia dissolver o Parlamento sem o consentimento ministerial; mas "se os ministros se recusam a dar tal consentimento, ela/ele não pode fazer nada mais do que demiti-los ".
AV Dicey, no entanto, acredita que, em certas circunstâncias extremas o monarca pode dissolver o Parlamento sozinho, na condição de "uma ocasião em que surgiu um justo motivo para supor que o parecer da Câmara não é a opinião dos eleitores;... A dissolução é permitida, ou necessárias, sempre que a vontade do legislador é, ou pode razoavelmente presumir-se diferente da vontade da nação ".
O monarca pode forçar a dissolução do Parlamento através de uma recusa de assentimento real, o que inevitavelmente leva a um governo de demissionários. Por convenção, o monarca sempre dá pareceres favoráveis às contas, a última vez que o assentimento real não foi dado foi em 1704 durante o reinado de Ana. Isso não significa que o direito de recusar morreu; Jorge V acreditava que poderia vetar o Third Irish Home Rule Bill; Jennings escreve que " foi assumido pelo rei  que ele tinha não apenas todo o poder legal, mas o direito constitucional de recusar o parecer favorável". 
A nomeação do primeiro-ministro é também, teoricamente, governada pela Prerrogativa Real. Tecnicamente, o monarca pode nomear quem ele quiser, mas na prática o nomeado é sempre a pessoa que comanda a maioria na Câmara dos Comuns. Normalmente, este é o líder do partido político que é devolvido ao Parlamento com uma maioria de assentos depois de uma eleição geral. Dificuldades podem resultar em algo chamado de Hung parliament (Quando nenhum partido consegue a maioria dos assentos). Nesta situação, convenção constitucional é que o titular anterior tem o direito de formar um governo de coalizão.  Se o primeiro-ministro decide se aposentar no meio de uma sessão parlamentar, como Anthony Eden fez em 1957, a rainha não tem poder de discrição. Geralmente, há um "primeiro-ministro-em-espera" que comanda o apoio da maioria dos Comuns. Ele ou ela irá quase que automaticamente ser nomeado. 

### Sistema Judicial
O poder prerrogativo mais notável que afeta o sistema judicial é a prerrogativa de misericórdia, que tem dois elementos: a concessão de indultos e à concessão de nolle prosequi. O perdão pode ser usado para eliminar as "dores, penas e castigos" que vêm de uma condenação penal, embora não retire convicções próprias. Este poder é normalmente exercido sob o conselho do Secretary of State for the Home Department; o monarca não tem envolvimento direto na sua utilização. Exercícios desse poder também podem assumir a forma de comutações, uma forma limitada de perdão, onde as sentenças são reduzidas, em determinadas condições. A concessão de um perdão não está sujeita a revisão judicial, como confirmado pelo Council of Civil Service Unions v Minister for the Civil Service, mas os tribunais optaram por criticar a sua aplicação ou a falta dela, como em R v Secretary of State for the Home Department, ex parte Bentley.  A concessão de nolle prosequi é feita pelo Procurador-geral da Inglaterra e do País de Gales (ou o equivalente na Escócia ou da Irlanda do Norte) em nome da coroa, para suspender o processo legal contra um indivíduo. 

### Negócios Estrangeiros
A Prerrogativa Real também é usada na esfera das Relações Exteriores. É o monarca que reconhece os estados estrangeiros (embora vários estatutos regulam a imunidades que gozam os representantes diplomáticos), emite declarações de guerra e paz, e formas de tratados internacionais. O monarca também tem o poder de anexar territórios, como foi feito em 1955 com a ilha de Rockall.
Uma vez que território foi anexado, o monarca tem total discrição sobre até que ponto o governo anterior poderá assumir a política, o que foi confirmado em West Rand Central Gold Mining Company v The King. O monarca também tem o poder de as águas territoriais britânicas e ceder território. Sua liberdade para fazer isso, na realidade, é questionável, na medida em que implicaria privar os cidadãos britânicos de sua nacionalidade e direitos. Quando a ilha de Heligolândia foi cedida à Alemanha em 1890, aprovação parlamentar foi procurada.  O monarca também pode regular colônias e territórios dependentes, exercendo a prerrogativa através de Order-in-Council. Os tribunais têm lutado muito com o uso do monarca desse poder; em  R (Bancoult) v Secretary of State for Foreign and Commonwealth Affairs (No 2),  o Tribunal de Recurso decidiu que o uso de ordens-in-Council para frustrar decisões judiciais era uma forma ilegal de poder, embora este ato tenha sido mais tarde revogado. 
Passaportes também são regulados pela prerrogativa, embora existam normas legais. Sob a lei comum, os cidadãos têm o direito de sair e entrar livremente no Reino Unido. Em R v Foreign Secretary ex parte Everett, os tribunais consideraram que era o seu direito de rever situações em que um cidadão britânico tinha o passaporte concedido ou negado. O mandado de ne exeat regno também é usado para impedir que uma pessoa deixe o país. O direito de formar tratados é um poder prerrogativo disputado; na definição da Blackstone, um poder prerrogativo deve ser um exclusivo para o monarca. No entanto, devido a questões legais impostas por certas leis do Reino Unido e da União Européia, o monarca não pode exercer esse poder sozinho. 

### Outros
O monarca também tem poder de exercer sua prerrogativa sobre a concessão de honrarias, no regulamento das forças armadas e as nomeações eclesiásticas. Embora a concessão de mais prêmios sejam normalmente determinados pelo executivo, o monarca ainda é a pessoa que tecnicamente os dá. Exceções a esta regra são membros da Ordem da Jarreteira, o Ordem do Cardo-selvagem, o Royal Victorian Order e a Ordem do Mérito, que o monarca tem completo critério para conceder. 
Em relação às forças armadas, o monarca é o Comandante  Chefe, e os membros são regulamentados pela Prerrogativa Real. A maioria dos estatutos não se aplicam às forças armadas, embora em algumas áreas, como a disciplina militar, sejam regidos por leis do Parlamento. Sob a Proceedings Crown Act 1947, o monarca é a única autoridade para as forças armadas e, como tal,  sua organização, disposição e controle não pode ser questionada pelos tribunais. 
Este exercício do poder da prerrogativa dá autoridade a coroa para recrutar membros das Forças Armadas, nomear funcionários comissionados, e estabelecer acordos com governos estrangeiros para estacionar tropas em seu território.  A prerrogativa confere ao monarca nomear bispos e arcebispos na Igreja da Inglaterra,   e regular a impressão e licenciamento autorizado da Bíblia da Igreja da Inglaterra. 
 R v Secretary of State for the Home Department, ex parte Northumbria Police Authority, reconheceu que a prerrogativa também inclui o poder de "tomar todas as medidas razoáveis para preservar a paz da Rainha".

## Uso
Hoje, o monarca exerce a prerrogativa quase que exclusivamente de acordo com o conselho de seu governo. Leyland observa que:
Em termos simples, a prerrogativa é usada para governar o reino em nome da Coroa, embora o monarca tem o "direito de ser consultado, o direito de incentivar, e o direito de aconselhar", seu papel não envolve exercício do poder discricionário. 
Hoje, alguns poderes prerrogativos são exercidos diretamente por ministros sem a aprovação do Parlamento, incluindo os poderes de declarar guerra e de fazer a paz, a emissão de passaportes, e conceder honras.   Os poderes Prerrogativos são exercidos nominalmente pelo monarca, mas a conselho do primeiro-ministro (com quem o monarca se reúne em uma base semanal) e no conselho do gabinete. Algumas funções-chave do governo britânico ainda são executados em virtude da prerrogativa real, mas em geral o uso da prerrogativa tem vindo a diminuir progressivamente as funções que são colocados em uma base legal. 

## Reforma
Abolição da Prerrogativa Real não está nas linhas de decisões imediatas, e os movimentos recentes para abolir o papel da monarquia e sua Prerrogativa Real no governo têm sido infrutíferos.   O Ministério da Justiça realizou uma "revisão dos poderes executivos da Prerrogativa Real" em outubro de 2009.
O ex-ala esquerdo do Partido Trabalhista Tony Benn fez campanha em vão para a abolição da Prerrogativa Real no Reino Unido na década de 1990, argumentando que todos os poderes governamentais em efeito são exercidos sobre o conselho do primeiro-ministro e o gabinete, e devem ser sujeitos a controle e aprovação parlamentar.
Mais tarde os governantes argumentaram que tal é a variedade de tópicos cobertos pela Prerrogativa Real que exigem a aprovação parlamentar em cada instância que iria sobrecarregar o tempo parlamentares e retardar a promulgação de legislações.